# 오차드 작전

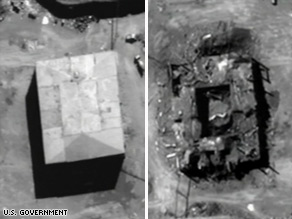
공습 전과 후의 시리아 원전

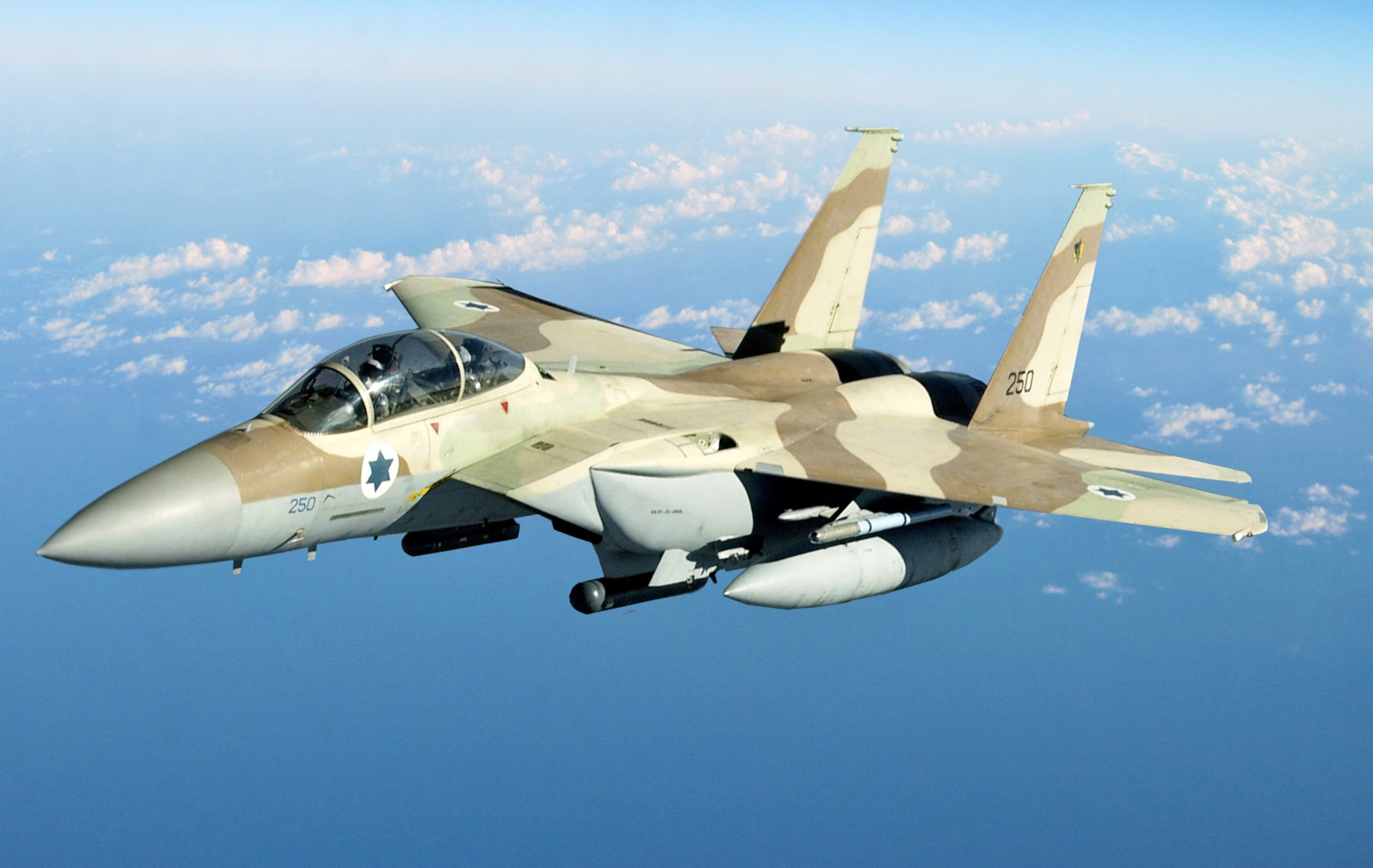
F-15I 라암

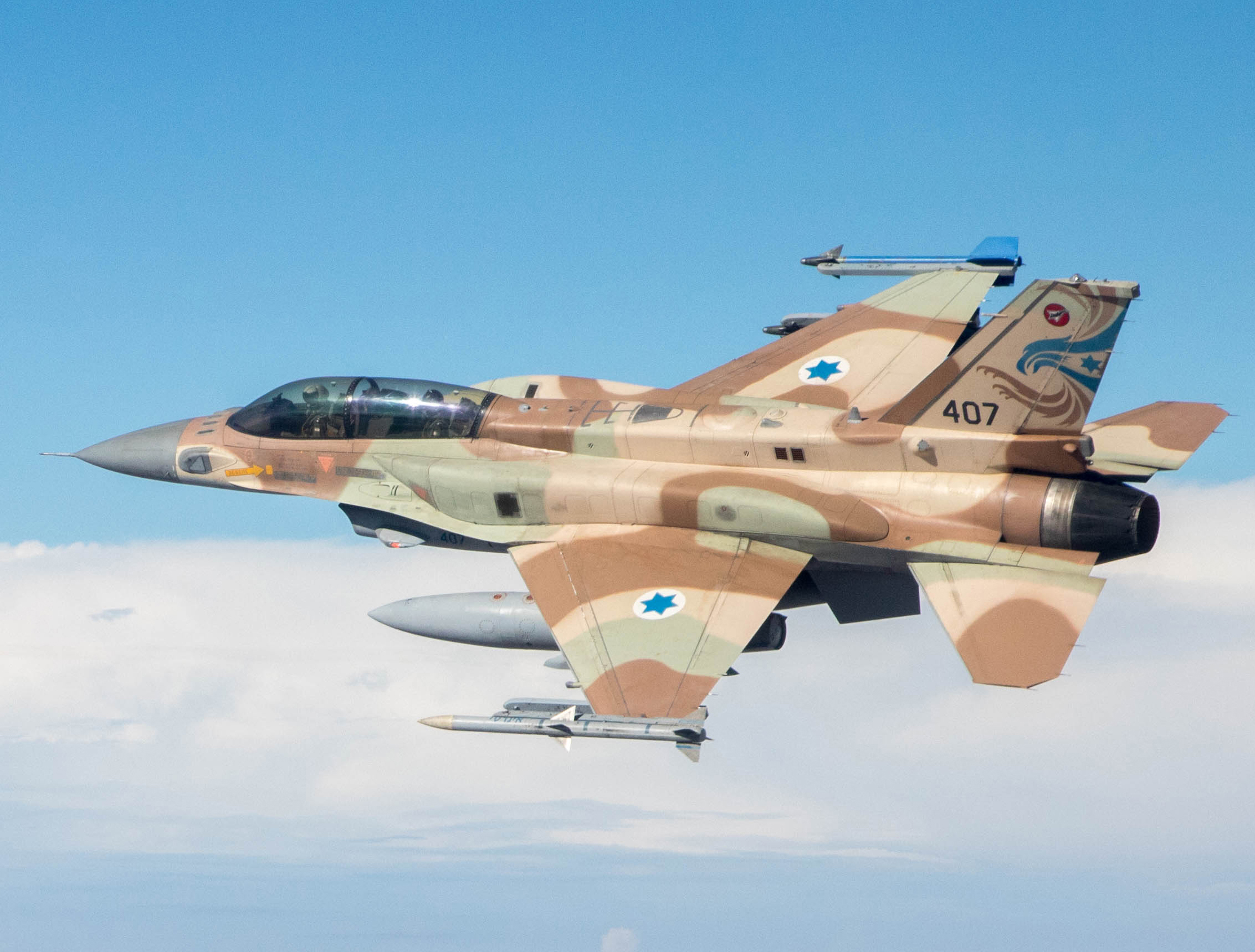
F-16I 수파

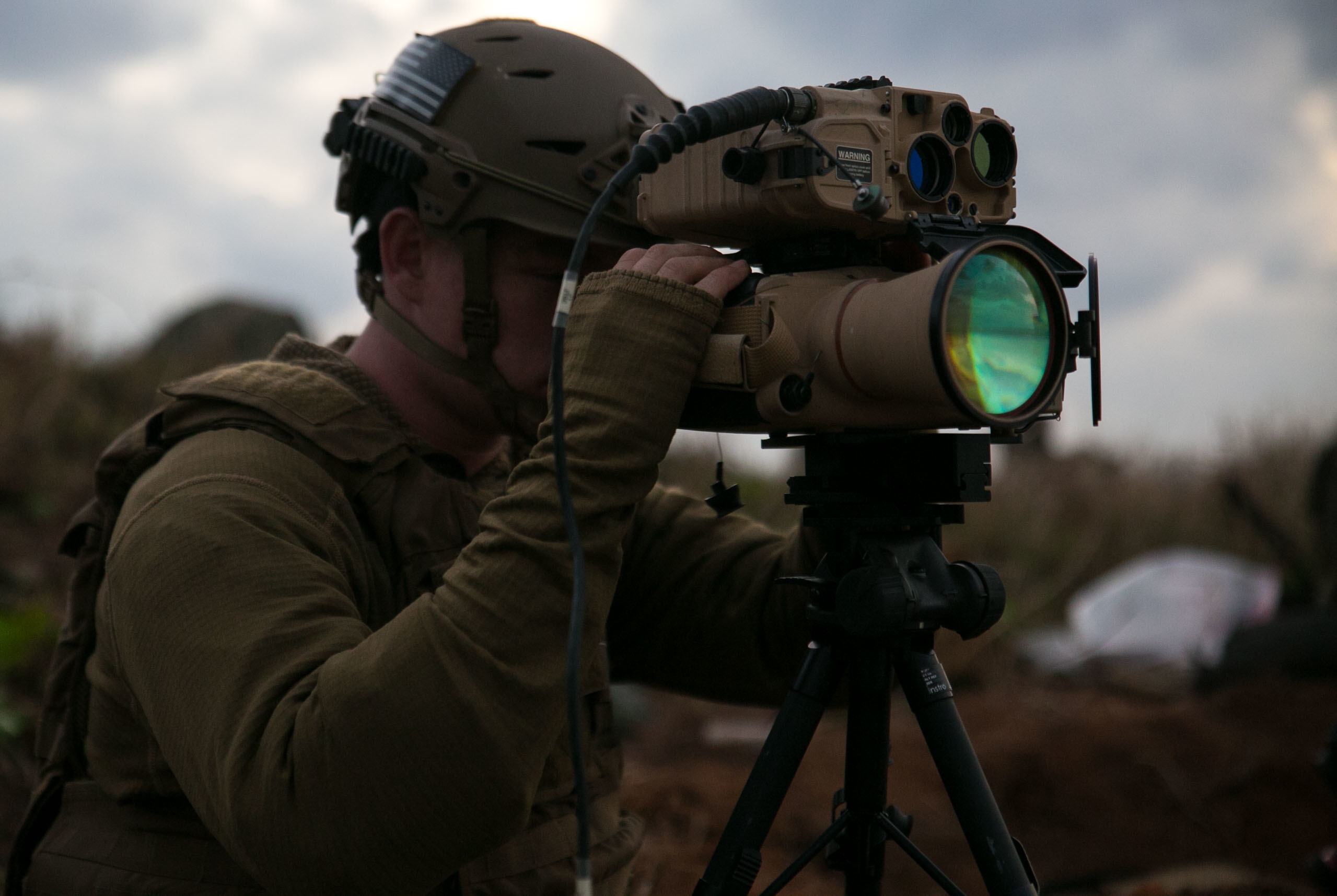
목표물 인근에서 레이저 지시를 하고 있는 합동최종공격통제관(JTAC)

오차드 작전(Operation Orchard)는 2007년 9월 6일 이스라엘 공군이 시리아의 핵시설을 공습한 군사작전이다.
하체림 공군기지 69비행대대 소속의 10대의 F-15I가 공격기로 투입되었다. 레이저 유도 폭탄을 장착했다. 라맛 데이비드 공군기지에서 F-16I와 1대의 ELINT기도 출격했다. F-16은 공격기의 에스코트를 맡았다. 샬다그 특수부대도 투입되었다.
Tall al-Abuad의 시리아 방공 레이다를 레이저 유도 폭탄으로 파괴했으며, ELINT기로 전자전 공격을 하여 시리아군의 레이다들을 무력화시켰다. 이후에 알려진바에 따르면, 공습 전에 비밀리에 심어진 해킹장치를 시리아군의 레이다 전자장비내에 탑재케 하였다가, 이를 작동시켜서 무력화시켰다고 한다.
공습직후 이스라엘 총리는 터키 총리에게 작전을 설명하였다. 이번 작전은 터키 영공을 지나는 작전이었다.

## 공습 준비
공습 하루 전날, 시리아 원전의 공습 목표물 인근에 이스라엘 특수부대인 합동최종공격통제관(JTAC, Joint Terminal Attack Controller)이 침투, 레이저 지시기로 목표물을 조준해 주었다. 이후 보도에는 이스라엘 육군 최정예 특수부대인 사예렛 마트칼이 레이저 지시를 했다고 한다.

## 공습

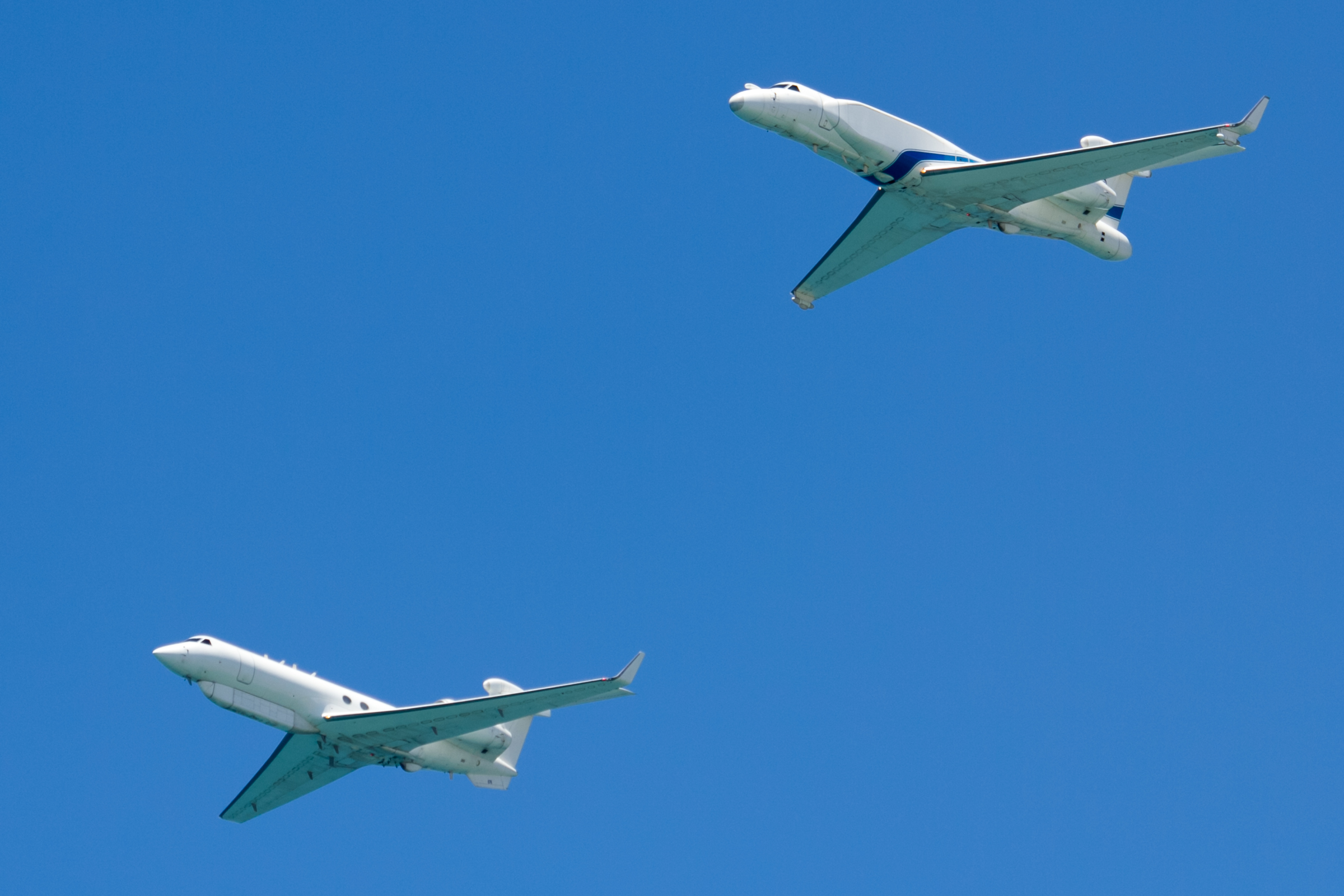
샤빗 ELINT 전자전기(좌)와 에이탐 조기경보기

### 전자전
이스라엘 라맛 데이빗 공군기지에서 ELINT 정찰기 몇 대가 출격해 공습을 지원했다.
이스라엘은 영국 BAE 시스템이 개발한 수테르 프로그램(en:Suter (computer program))과 비슷한 전자전 공격 무기를 갖고 있었다. 이를 작동시켜 시리아 지대공 미사일인 토르-M1(SA-15)과 페초라-2A(SA-3)를 무력화 시켰다. 이 프로그램은 적의 레이다가 받은 신호를 직접 조작하여 화면에 잘못된 위치를 표시한다. 샤빗 ELINT 전자전 정찰기에서 사용한 것으로 보인다.

### F-15I
2007년 9월 6일 한밤중에, 이스라엘 하체림 공군기지에 배치된 69 비행대대 소속 보잉 F-15I 라암 전폭기 10대가 AGM-65 메버릭, 페이브웨이 레이저 유도폭탄, 외부연료탱크를 장착하고 출격했다. 보잉 F-15I 라암 전폭기는 한국의 F-15K 슬램이글과 같은 2인승 폭격기이다. 하체림 공군기지에서 동북쪽 690 km 떨어진 곳에 공습 목표물인 시리아 원전이 위치해 있었다.
보잉 F-15I 3대는 귀환명령을 받았으며, 나머지 F-15I 7대는 계속 시리아 영공을 침투했다.
목표물인 시리아 원전에서 다시 북서쪽으로 135 km 떨어진 텔아비야드의 시리아군 대공 레이다 기지를 공습했다. 재밍, 전자전 공격, 정밀유도폭탄을 사용했다.
공습을 마친 F-15I 7대는 터키 영공을 지나 귀환하면서, 외부연료탱크를 투하했다.

### 바빌론 작전
1981년 이스라엘 공군이 이라크 원전을 공습한 바빌론 작전에서는 1인승 F-16A들이 폭격을 하고, 1인승 F-15A들이 호위를 했다. 반면에 2007년 오차드 작전에서는 2인승 F-15I들이 폭격을 하고, 2인승 F-16I들이 호위를 했다.

## 같이 보기
- 바빌론 작전